# Sebastián Vizcaíno
Sebastián Vizcaíno (1548 - vers 1623 ou 1628) est un explorateur espagnol des XVIe et XVIIe siècles. Il est ambassadeur au Japon.

## Biographie
De 1580 à 1583 il dirige une unité de cavalerie dans la reconquête du Portugal par les Espagnols avant de partir pour la Nouvelle-Espagne en 1586, puis pour Manille, aux Philippines, avant de retourner fonder une famille à Mexico en 1589. Il dirige en 1596 une expédition depuis Acapulco vers le
golfe de Californie, pendant laquelle il nomme le port de La Paz (actuellement en Basse-Californie du Sud)
En 1601, le vice-roi d'Espagne à Mexico lui donne l'ordre de cartographier la côte de Californie et d'y trouver un port sûr où les galions espagnols pourraient faire escale en revenant des Philippines. L'expédition part le 5 mai 1602, et il atteint le 10 novembre de la même année la baie de San Diego, qu'il a nommée ainsi. Il ne fut pas le premier Européen à atteindre cet endroit : le premier découvreur européen de la région fut João Rodrigues Cabrilho en 1542, un navigateur portugais travaillant pour le compte de l'Espagne, et Sir Francis Drake fit halte aux environs de ce qui est aujourd'hui San Francisco.
En 1611, il se rend au Japon depuis la Nouvelle-Espagne en tant qu'ambassadeur, raccompagnant les Japonais qui avaient accompagné Luis Sotelo au Mexique.
Selon le livre Samouraï William de Giles Milton, sa mission est principalement d'obtenir l'expulsion des Hollandais protestants présents au Japon ainsi que celle de William Adams, mais aussi d'établir la cartographie des côtes du Japon. Lorsqu'il présente cette dernière requête, le shogun Ieyasu Tokugawa donne son approbation, mais est rapidement outragé par l'arrogance de Vizcaíno qui refuse de s'agenouiller devant lui, prétextant que le roi d'Espagne est le plus grand souverain du monde. Lorsqu'il demande le libre accès au Japon pour les missionnaires catholiques, le shogun laisse éclater sa colère et le renvoie.
Pendant son séjour au Japon, Sebastián Vizcaíno rencontre également Masamune Date.
Il quitte ensuite le pays pour accompagner une mission à la recherche de fabuleuses « îles d'or et d'argent », qu'on suppose alors exister à l'est du Japon. Son navire, le San Francisco, est pris dans le mauvais temps et forcé de revenir à Uraga.
L'année suivante, Vizcaíno part pour le Mexique sur un bateau construit pour lui par le Bakufu, mais est à nouveau forcé à revenir à Uraga par le mauvais temps.
À cause de ces deux échecs, il est alors décidé que Masamune Date, daimyō de Sendai, lui construirait un navire plus résistant. Ce navire est le San Juan Bautista, un galion de 500 tonneaux, qui est utilisé par la même occasion pour envoyer une ambassade japonaise au Mexique, puis en Europe, dirigée par Tsunenaga Hasekura. Sebastián Vizcaíno a contribué à la construction du vaisseau et au succès de la mission par sa connaissance de la construction navale et ses talents de navigateur.
Sebastián Vizcaíno écrit plus tard un rapport intitulé Récit de la recherche des îles d'or et d'argent, dans lequel il raconte ses aventures au Japon.